# سیارک ۱۴۵۷۳
سیارک ۱۴۵۷۳ (به انگلیسی: 14573 Montebugnoli، نامگذاری:1998QD55) چهارده هزار و پانصد و هفتاد و سومین سیارک کشف شده‌است که در ۲۷ اوت ۱۹۹۸ کشف شد.
قدر مطلق سیارک برابر ۱۱.۷ است.